# Céline Kaiser
Céline Kaiser (1998) es una deportista alemana que compite en acuatlón y duatlón.
Ganó dos medallas en el Campeonato Mundial de Acuatlón, oro en 2022 y bronce en 2023, y una medalla de plata en el Campeonato Mundial de Duatlón de 2022.

## Palmarés internacional
| Campeonato Mundial | Campeonato Mundial   | Campeonato Mundial | Campeonato Mundial |
| Año                | Lugar                | Medalla            | Prueba             |
| ------------------ | -------------------- | ------------------ | ------------------ |
| 2022               | Šamorín (Eslovaquia) | Medalla de oro     | Individual         |
| 2023               | Ibiza (España)       | Medalla de bronce  | Individual         |

| Campeonato Mundial | Campeonato Mundial    | Campeonato Mundial | Campeonato Mundial |
| Año                | Lugar                 | Medalla            | Prueba             |
| ------------------ | --------------------- | ------------------ | ------------------ |
| 2022               | Târgu Mureș (Rumania) | Medalla de plata   | Individual         |